# Idioma japrería
El japrería es un idioma de la familia caribe en grave peligro de extinción. Lo habla una reducida comunidad (menos de 80 personas según 2021 SIL) en la parte norte de la sierra de Perijá, en el Estado Zulia, Venezuela.
Japrería también se conoce como 'yaprería'.

## Grupo
El japrería es un idioma de la subrama costera del grupo norte de la familia de idiomas caribes. El yukpa es la lengua caribe más próxima.

## Vocabulario
Algunos ejemplos del léxico japrería:
- anü: ojo
- kokere: pierna
- maskiti: pezón
- yare: pene
- oma: mano
- üna: nariz
- yomoshro: una
- yono: lengua